# Antonella Del Core
Antonella Del Core est une joueuse italienne de volley-ball née le 5 novembre 1980 à Naples. Elle mesure 1,82 m et joue au poste de réceptionneuse-attaquante. Elle totalise 221 sélections en équipe d'Italie.

## Clubs
| Club                     | Pays    | De        | À         |
| ------------------------ | ------- | --------- | --------- |
| Assid Ester Napoli       | Italie  | 1997-1998 | 1997-1998 |
| Club Italia              | Italie  | 1998-1999 | 1998-1999 |
| Er Volley Napoli         | Italie  | 1999-2000 | 1999-2000 |
| Ain Napoli               | Italie  | 2000-2001 | 2000-2001 |
| Robursport Volley Pesaro | Italie  | 2001-2002 | 2005-2006 |
| Pallavolo Sirio Perugia  | Italie  | 2006-2007 | 2007-2008 |
| Volley Bergamo           | Italie  | 2008-2009 | 2009-2010 |
| Eczacıbaşı İstanbul      | Turquie | 2010-2011 | 2010-2011 |
| Fakel Novy Ourengoï      | Russie  | 2011-2012 | 2011-2012 |
| Zaretchie Odintsovo      | Russie  | 2012-2013 | 2012-2013 |
| Dinamo Kazan             | Russie  | 2013-2014 | …         |

## Palmarès

### Équipe nationale
- Championnat d'Europe (2)
  - Vainqueur : 2007, 2009.
  - Finaliste : 2005.
- Grand Prix mondial
  - Finaliste : 2004, 2005.
- Coupe du monde (2)
  - Vainqueur : 2007, 2011.
- World Grand Champions Cup (1)
  - Vainqueur : 2009.

### Clubs
- Ligue des champions
  - Vainqueur : 2008, 2009, 2010, 2014.
- Championnat d'Italie (1)
  - Vainqueur : 2007.
- Coupe d'Italie (1)
  - Vainqueur : 2007.
- Supercoupe d'Italie
  - Vainqueur : 2007.
- Coupe de Turquie
  - Vainqueur : 2011.
- Coupe de Russie
  - Finaliste : 2013.
- Championnat du monde des clubs
  - Vainqueur : 2014.
- Championnat de Russie
  - Vainqueur : 2014.

### Récompenses individuelles
- Ligue des Champions de volley-ball féminin 2009-2010: Meilleure réceptionneuse.
- Ligue des champions de volley-ball féminin 2013-2014: Meilleur serveuse.